# Alberto La Marmora
Alberto Ferrero della Marmora (o Alberto della Marmora o Alberto La Marmora) (Torino, 7 aprile 1789 – Torino, 18 maggio 1863) è stato un generale, naturalista, cartografo e politico italiano.
Fu il fratello di altri tre importanti generali del Regno di Sardegna e poi del Regno d'Italia: Carlo Emanuele, primo aiutante di campo di Carlo Alberto di Savoia; Alessandro, riformatore dell'esercito sabaudo, fondatore dei Bersaglieri e generale nella Guerra di Crimea; e Alfonso, generale in capo nella Guerra di Crimea, nella seconda e nella terza guerra d'indipendenza e in seguito presidente del consiglio. Prestò servizio con il grado di generale durante le guerre napoleoniche e fu decorato personalmente da Napoleone. In seguito entrò nell'esercito del Regno di Sardegna. Fu anche uno dei primi studiosi della storia naturale e dell'archeologia della Sardegna.

Stemma Ferrero di Biella

## Biografia
Conte e signore di Boriana, Beatino e Pralormo, Alberto La Marmora nacque a Torino terzogenito e secondo tra i figli maschi del marchese Celestino Ferrero della Marmora e Raffaella Argentero di Bersezio che diedero alla luce sedici figli.
Celestino (7 luglio 1754 - 30 agosto 1805), investito del marchesato di La Marmora il 25 luglio 1775, aveva percorso i primi gradi della carriera militare, seguendo la tradizione di famiglia. Nel 1770 era stato alfiere nel reggimento delle guardie; nel 1773 aiutante di campo di suo zio, Filippo della Marmora, allora viceré di Sardegna; nel 1787, diventato primo scudiere della principessa di Piemonte, era stato promosso capitano nel reggimento d'Ivrea. Nel 1797, allorché i domini di terraferma di casa Savoia vennero occupati dai francesi, si era ritirato a vita privata. Durante l'infanzia, Alberto venne educato soprattutto dal padre, che aveva abbandonato la carriera militare, influenzato dagli ideali della Rivoluzione francese, e che nutrì per un certo periodo simpatie repubblicane.
Quando il Piemonte fu incorporato nella Francia napoleonica Alberto, allora un ragazzo di diciassette anni, dal 14 agosto 1806 entrò nell'Accademia militare francese di Fontainebleau, grazie ai passi intrapresi dal padre poco prima di morire, e dalla quale uscì nell'aprile 1807 col grado di sottotenente di fanteria. La madre Raffaella rimasta vedova, non esitò tra la fine del dicembre 1807 e il gennaio 1808 a chiedere un'udienza a Napoleone in persona pur di assicurarsi la sua attenzione alla carriera dei figli, segnando così per Alberto l'inizio di una brillante carriera nel 1º reggimento di fanteria di linea e da qui all'Armata d'Italia in Calabria e poi agli ordini di Eugenio di Beauharnais. Partecipò a diverse campagne con l'esercito francese contro l'Austria, in particolare prese parte come sottotenente alla battaglia di Wagram nel 1809 contro le forze della quinta coalizione, dalla quale esce in condizioni di salute così gravi che dovrà ritirarsi per due anni, e in seguito alle battaglie di Lützen, Torgau e Bautzen, ottenendo per i suoi meriti in quest'ultima battaglia la croce della legion d'onore da Napoleone a Dresda nel 1813. Nell'ottobre 1813, dopo la battaglia di Lipsia, fu fatto prigioniero e trasferito nel Nord della Russia. In seguito all'abdicazione di Napoleone, con gli altri prigionieri di guerra venne rinviato a Torino, dove rientrò il 1º ottobre 1814. Dopo la Restaurazione, al rientro dei Savoia in Piemonte, ancora grazie alle influenze materne, Alberto è reintegrato da Vittorio Emanuele I nell'esercito piemontese come luogotenente dei Granatieri Guardie. Fu promosso capitano il 16 febbraio 1816, dopo aver preso parte, l'anno precedente sotto il generale Vittorio Sallier De La Tour, alla settima coalizione contro Napoleone distinguendosi per il suo valore nella battaglia di Grenoble.
Nel 1819 fece il suo primo viaggio in Sardegna, e giunse a Cagliari dopo una traversata di 12 giorni. Voleva dedicarsi agli studi di ornitologia e praticare la caccia, che appassionava non poco i militari di professione come lui. Ebbe come compagni di viaggio il prof. Keyser, geologo di Cristiania, e il cavaliere De Prunner, direttore del Museo di storia naturale e di antichità di Cagliari. Questo primo viaggio gli fornì un ampio materiale, che utilizzerà nei suoi successivi scritti sulla Sardegna, per descrivere l'isola in tutte le sue parti. Tornò a Torino e poco tempo dopo, nel 1822, sospettato di partecipare ai Moti del 1820-1821, fu esiliato in Sardegna. A suo carico non emerse alcun preciso capo d'accusa; su di lui però convergevano pesanti sospetti per l'amicizia che lo legava ad alcuni dei principali responsabili dei moti. Fu riammesso in servizio il 20 marzo 1824, in qualità di capitano di fanteria a disposizione del viceré di Sardegna.
Nel 1825 fu addetto allo Stato Maggiore del viceré. Nel novembre 1831 Carlo Alberto lo richiamò dalla Sardegna per promuoverlo luogotenente di stato maggiore e lo decorò con la croce dell'Ordine civile per i suoi studi su quell'isola. Promosso generale, nel 1836 è nominato Ispettore delle miniere in Sardegna e, nel 1841, gli viene affidato il comando della Scuola di marina di Genova. Nel 1834 cavaliere dell'Ordine dei Santi Maurizio e Lazzaro. Nel 1845 in collaborazione col il cavaliere e maggiore Carlo de Candia realizza la grande carta marittima della Sardegna in scala 1: 250.000, in versione da viaggio.
In seguito allo scoppio della prima guerra d'indipendenza italiana Alberto chiese di essere inviato al fronte con un incarico operativo. Così, l'8 aprile 1848, gli venne ordinato di recarsi a Venezia a disposizione del governo provvisorio per collaborare all'organizzazione dei volontari veneti. Qui ottenne il comando di alcune truppe sulla linea del Piave fino al 7 maggio, allorché dal quartier generale di Carlo Alberto ricevette l'ordine di tornare a Venezia per prendervi il comando delle truppe. Il governo provvisorio, però, aveva già affidato tale incarico a Guglielmo Pepe, cosicché, rimasto senza un compito preciso, chiese al ministro della guerra di essere mandato altrove. Nell'ottobre 1848 lasciò Venezia, essendo stato nominato senatore il 20 maggio di quello stesso anno.
Il 3 marzo 1849, dopo l'armistizio di Salasco, assunse il Regio Commissariato e il Comando generale della Divisione militare di Sardegna, carica che lascerà nel 1851. Fu mandato sull'isola in veste di commissario straordinario con pieni poteri per sedare una rivolta di pastori che avevano attaccato la proprietà agricola e gli "stabili", ossia le ex terre comuni, poi trasformate in proprietà private adibite alla coltivazione e all'allevamento del bestiame. Forte dei pieni poteri attribuitigli, la Marmora riportò l'ordine nell'isola. Tuttavia il 5 marzo 1849 fu presentata alla Camera un'interpellanza da parte del parlamentare Giorgio Asproni contro la missione in Sardegna del generale, accusato di aver usato sistemi repressivi. L'interessato rispose pubblicando a Torino, nello stesso anno, i Riscontri del r. commissario straordinario per l'isola di Sardegna, in risposta alle interpellanze e accuse del sig. deputato Asproni nel quale si difese spiegando che, giunto nell'isola, aveva dovuto innanzitutto provvedere a ripristinare l'ordine, ma che la sua aveva voluto essere essenzialmente una missione di pace e non di tirannia. Egli aveva agito per impedire ulteriori disordini, ma certamente non aveva mai mosso guerra né alle idee, né alle istituzioni costituzionali, anzi aveva sollecitato spesso il re per un generale indulto dei delitti politici.
Riportato l'ordine in Sardegna, infatti il La Marmora depose i pieni poteri e restò sull'isola in qualità di comandante generale.
In Senato si batté sempre per gli interessi dell'isola e il 16 novembre 1851 gli venne concessa la cittadinanza cagliaritana. Il 5 ottobre 1851, frattanto, aveva lasciato il comando dell'isola al generale Giovanni Durando, perché logorato dalla podagra, per poter tornare a Torino. Nello stesso anno andò in pensione e si dedicò solo all'attività parlamentare come senatore del regno, continuando gli studi con la Sardegna sempre al centro delle sue attenzioni. A quest'isola infatti dedicò i suoi studi in lingua francese su questioni economiche e fisiche: Voyage en Sardaigne, pubblicata a Parigi nel 1826. Dal 1851 al 1857 compì ancora numerosi viaggi in Sardegna per terminare i suoi studi.
Il suo modo di vivere tuttavia, gli stenti nei lunghi viaggi nell'isola, i pernottamenti disagiati e spesso all'aperto, gli causarono dolori e acciacchi che minarono il suo fisico, portandolo alla morte il 18 maggio del 1863. Fu sepolto nella chiesa di San Sebastiano, a Biella.
Alberto La Marmora fu legato da amicizia a Quintino Sella con cui condivideva l'interesse per la geologia, infatti, se La Marmora aveva una competenza scientifica in materia, Sella si prodigava per promuovere studi geologici e intensificare la formazione in questa disciplina. Sella si fece anche promotore di un comitato che si occuperà della raccolta di fondi da destinare alla realizzazione di un monumento funebre per l'amico studioso: il comitato affidò l'incarico per la realizzazione del busto allo scultore ticinese Vincenzo Vela che già aveva realizzato un busto marmoreo per la città di Cagliari. L'opera è collocata nella basilica di San Sebastiano in prossimità della Cripta dei Ferrero Della Marmora e delle opere di Odoardo Tabacchi.

## I suoi studi
Come scienziato, grazie ad un lungo periodo vissuto in Sardegna, studiò i fondali marini e le coste a ridosso dei fiumi. I suoi studi e le sue osservazioni sul tema furono molto utilizzati nell'analisi di fattibilità del Canale di Suez. Le sue considerazioni verranno poi riprese da Luigi Negrelli e da Pietro Paleocapa che avranno un ruolo primario nella costruzione del Canale.
Appassionato studioso di archeologia, nel 1829 entra nell'Accademia delle Scienze di Torino, di cui diverrà in seguito vicepresidente, e nel 1832 nell'Accademia Geologica di Firenze. Il suo spessore di uomo di studi e di cultura lo porta ad essere inoltre socio di diversi prestigiosi istituti di studi come l'Istituto lombardo di scienze e lettere di Milano, la Società agraria ed economica di Cagliari e la Società reale di Napoli oltre che membro della Deputazione di storia patria di Torino. Riceve il diploma delle Società geologiche di Francia, di Berlino e di Londra e, dopo la sua morte, viene commemorato ufficialmente da istituzioni prestigiose come la Royal Geographical Society di Londra. Nel 1844 fu presente al V Congresso degli scienziati italiani a Milano.
Durante la sua lunga permanenza in Sardegna scrisse due libri, il primo dei quali, Voyage en Sardaigne fu pubblicato a Parigi nel 1826, impreziosito da 19 tavole illustrate ad opera di Giuseppe Cominotti ed altri, e ampliò gli studi precedentemente condotti da Francesco Cetti rimanendo probabilmente l'opera più famosa tra i resoconti di viaggio dell'Ottocento. Il testo contiene le sue osservazioni, le statistiche, le ricerche sulla natura e sul patrimonio archeologico della regione. La seconda edizione dell'opera risultò più organica in quanto suddivisa in tre tronconi con trattazioni ampliate. L'opera è così suddivisa: Geografica fisica e umana della Sardegna, pubblicata nel 1839; Antichità, pubblicata nel 1840; Geologia, pubblicata nel 1857 in due volumi. Il primo volume inizia con un compendio di storia sarda antica e moderna, passa poi a descrivere l'isola dal punto di vista fisico e climatico e successivamente esamina il regno minerale, vegetale e animale, parlare degli abitanti, di cui analizza le caratteristiche fisiche, i costumi, le abitudini e la lingua e concludendo con un quadro relativo all'amministrazione e alle attività economiche della Sardegna. Nel secondo volume tratta dei monumenti preromani dell'isola, simili ai menhir, e di alcune antiche iscrizioni, dei nuraghi, dopo aver esposto le varie teorie e ipotesi, sostiene che siano monumenti religiosi destinati in certi casi anche a sepolture, cercando poi di ricostruire la geografia dell'isola al tempo dei Romani e tentando di ricreare l'antica rete stradale, traendo molte notizie dalle ricerche di altri studiosi, successivamente passa ad esaminare le antichità romane presenti sull'isola, trattando delle antiche medaglie sarde, delle tombe, dei sarcofagi, dei templi, degli anfiteatri e dei teatri, e raccoglie le iscrizioni dei templi romani. Nella terza e ultima parte dell'opera descrive l'isola dal punto di vista geologico, esaminando i vari tipi di terreno e i fossili delle diverse epoche e per far ciò cercò collaborazioni valide specie per l'esame di fossili e rocce diventando, di fatto, un pioniere della geologia sarda, di cui tracciò le linee fondamentali. L'esposizione è intervallata da aneddoti sui costumi degli abitanti e sulle avventure capitategli nei suoi spostamenti.
In questi lavori si evidenzia come Alberto sappia trarre nozioni e stimolo da grandi maestri: si appassiona all'ornitologia leggendo la “Storia naturale della Sardegna” del Cetti, segue le lezioni di geodesia di Louis Puissant e ascolta il naturalista norvegese Jacob Keyser nel perlustrare con lui l'isola; pertanto fin dai suoi primi scritti sa dare una collocazione internazionale al proprio lavoro in modo tale da aderire alla rete delle accademie e società scientifiche del tempo.
Molti degli animali catturati da La Marmora furono inviati a Franco Andrea Bonelli, all'Università di Torino. Fu anche in corrispondenza con il successore di Bonelli, Giuseppe Gené. Il secondo libro, Itinéraire de l'île de Sardaigne, fu pubblicato a Torino nel 1860, che incontrò il favore del pubblico e del quale il canonico Giovanni Spano, suo amico personale, curò la traduzione nel 1868 col titolo di Itinerario dell'isola di Sardegna del Conte Alberto Ferrero Della Marmora. Questa seconda opera è più specificatamente dedicata al viaggiatore, come una sorta di manuale nel quale sono indicate le cose più ragguardevoli che non si può trascurare di vedere e conoscere.
Nell'insieme il conte dedicò alla Sardegna oltre cinquanta pubblicazioni di taglio scientifico che, se non ebbero grande diffusione nell'isola, la ebbero all'estero, focalizzando l'attenzione su una terra fino ad allora avvolta nel buio, dandole valore e attirando altri sguardi curiosi. Essi vanno da memorie di soggetto ornitologico che scrive a 30 anni nel 1819 dopo il suo primo viaggio nell'isola, a scritti da lui stesi nella sua funzione di Comandante militare della Sardegna, come quello che compone nel 1857 a 68 anni, avente per oggetto Istmo di Suez e la stazione telegrafico elettrica di Cagliari o l'opuscolo Alcuni episodi della guerra nel Veneto dello stesso anno riguardante però i fatti avvenuti in veneto durante la prima guerra d'indipendenza italiana.
Con la sua attrezzatura girovagò per le contrade prendendo appunti ed effettuando misurazioni topografiche. A lui si deve la misurazione del punto più alto del Gennargentu, che porta il suo nome (Punta La Marmora - 1.834 metri).
Tra il 1823 e il 1824 il capitano William Henry Smyth per conto dell'Ammiragliato britannico redige una carta nautica, della quale Della Marmora si servì, in collaborazione con lo specialista Carlo De Candia anch'egli generale, per realizzare con strumentazione scientifica una carta geografica, che venne fatta incidere a Parigi nel 1845 e per oltre cinquant'anni rimase la più fedele rappresentazione dell'isola, chiudendo il tempo della cartografia empirica e aprendo quello della geodetica e rappresentando anche la prima carta geografica della Sardegna realizzata con criteri scientifici e grazie alla sua precisione rimase insuperata sino all'inizio del XX secolo. La Carta dell'isola di Sardegna risultava in scala 1:250000 e venne ripubblicata nel 1884 in riproduzione fotolitografica con il titolo Atlante dell'isola di Sardegna in scala 1:50000.
Il 3 aprile 1848 venne nominato senatore del Regno di Sardegna dal re Carlo Alberto. In parlamento fu membro di diverse commissioni per l'esame di vari progetti di legge come quella sul catasto o quella sul trasferimento dell'arsenale militare da Genova a La Spezia.
Negli ultimi due anni di vita, pubblica due biografie storiche alla stesura delle quali aveva lavorato fin dal 1860: Le vicende di Carlo di Simiane Marchese di Livorno poi Pianezze tra il 1672 ed il 1706 ricavate da corrispondenze diplomatiche private (Torino, 1862) e Notizie sulla vita e sulle geste militari di Carlo Emilio S. Martino di Parella, ossia cronica militare aneddotica (Torino, 1863).

## Opere
- (FR) Voyage en Sardaigne ou Description statistique, physique et politique de cette ile, avec des recherches sur ses productions naturelles, et ses antiquités. Bertrand, Paris, Bocca, Turin, 1826. (trad. it. di Valentino Martelli, Viaggio in Sardegna di Alberto della Marmora, Ed. Fondazione il Nuraghe, Cagliari, 1928)
- (FR) Itinéraire de l'ile de Sardaigne, Turin, 1860. (trad. it. di Giovanni Spano, Itinerario dell'isola di Sardegna del conte Ferrero Alberto della Marmora, 1868) ora Itinerario dell'isola di Sardegna, Ed. Ilisso, Nuoro, 1997, 3 vv., ISBN 88-85098-59-2